# Lion Feuchtwanger
Lion Feuchtwanger (München, 7 juli 1884 – Los Angeles, 21 december 1958) was een Duitse schrijver en theatercriticus. Hij heeft talrijke boeken geschreven.

## Begin carrière
Feuchtwanger groeide op in een gegoed burgerlijk milieu. Zijn vader Sigmund was fabrikant. Hij begon na zijn studie germanistiek en geschiedenis in München en Berlijn als theatercriticus bij Die Weltbühne. In 1908 richtte hij zijn eigen tijdschrift Der Spiegel op. In 1925 verschijnt zijn roman Jud Süß, dat al in 1918 als theaterstuk geschreven was. In dit werk thematiseert Feuchtwanger de assimilatiemogelijkheden voor Joden in Duitsland en refereert er tamelijk eenduidig aan de Duits-Joodse politicus Walther Rathenau.

## Jaren '30
De machtsovername van 1933 door de nazi's, terwijl hij op rondreis door de Verenigde Staten was, verraste Feuchtwanger. De nazipropaganda-minister Joseph Goebbels gunde hem de twijfelachtige eer van de verfilming van zijn roman Jud Süß, maar wel voorzien van een antisemitische strekking. Vanwege zijn Joodse afkomst besloot hij niet naar Duitsland terug te keren, maar in plaats daarvan naar Frankrijk te gaan. In zijn boek Exil (1939) wordt zijn hoofdrolspeler, een voor de nazi's gevluchte Duitse componist, geconfronteerd met de politieke gevolgen van diens apolitieke houding.

## Asiel in de VS
In 1940 werd Feuchtwanger alsnog in Frankrijk gearresteerd; hij werd daarop geïnterneerd. Het lukte hem echter om via Portugal naar de VS te vluchten, waar hij tot zijn dood zou leven. Onder de indruk van zijn ervaringen voor en tijdens oorlog, bekeerde Feuchtwanger zich steeds duidelijker tot het socialisme. In de VS richtte hij met Wieland Herzfelde, Bertolt Brecht, Ernst Bloch en Heinrich Mann de Aurora-uitgeverij op, die aan voor de nationaalsocialisten gevluchte Duitse auteurs een platform wilde bieden.

## Naoorlogse periode
De Aurora-Uitgeverij verkocht alle rechten aan de Aufbau-Uitgeverij in de DDR (1948). In hetzelfde jaar komt Feuchtwanger in het vizier van de FBI wegens (vermeende) communistische sympathieën. De Amerikaanse overheid weigert zijn aanvraag voor het Amerikaanse staatsburgerschap. Feuchtwanger wordt door Joseph McCarthy van onvaderlands en communistisch gedrag beticht.
In het boek Goya oder der arge Weg der Erkenntnis (1951) schrijft Feuchtwanger over het leven van Francisco Goya.
In dit boek worden de werken van Goya aan de hand van zijn biografie uitgelegd. De intentie van de schrijver was het schrijven van een roman, en niet een biografie. Daarom zou dit boek ook als roman gezien worden. De gebeurtenissen, zowel biografische als historische, kunnen niet gezien worden als feiten. Toch biedt dit boek, voor diegene die bekend is met de werken van Goya, een spannend en goed geschreven overzicht van Goya's werken, en misschien een inzicht in de motivatie voor zijn 'Caprichos' en 'donkere schilderijen'. Daarbij is het opvallend dat de Spaanse Onafhankelijkheidsoorlog, die Goya zo indringend heeft weergegeven in zijn Desastres de la Guerra, niet ter sprake komt in dit boek.

## Werk (selectie)
- Jud Süss, 1921-22
- Die häßliche Herzogin Margarete Maultasch, 1922-23
- Erfolg, 1930 (Succes)
- De erven Oppermann (1933)
- Moskou 1937, 1937 (verslag van reis door Sovjet-Unie, onder meer van de Moskouse Processen).
- Exil, 1939
- Goya oder der arge Weg der Erkenntnis, 1951
- De Jodin van Toledo, 1955
- “ Die Brüder Lautensack “, 1956

- Bibsys: 90057276
- Biblioteca Nacional de España: XX1062417
- Bibliothèque nationale de France: cb122795134 (data)
- Catàleg d'autoritats de noms i títols de Catalunya: 981058519967406706
- CiNii: DA02549309
- Digitale Bibliotheek voor de Nederlandse Letteren: feuc002
- Gemeinsame Normdatei: 118532715
- International Standard Name Identifier: 0000 0001 2133 5326
- Library of Congress Control Number: n50001231
- Nationale Bibliotheek van Letland: 000039732
- MusicBrainz: b565c5bf-c592-47ac-aa77-318d59e4a71b
- Bibliotheek van het Japanse parlement: 00439449
- Nationale Bibliotheek van Tsjechië: jn19990002240
- Nationale bibliotheek van Australië: 35082448
- Nationale Bibliotheek van Israël: 987007261181105171
- Nationale Bibliotheek van Polen: a0000001178822
- Nationale en Universitaire bibliotheek Zagreb: 000099156
- Nederlandse Thesaurus van Auteursnamen: 06888270X
- Réseau des bibliothèques de Suisse occidentale: 02-A003240982
- RKD-Nederlands Instituut voor Kunstgeschiedenis: 277008
- Russische Staatsbibliotheek: 000003947
- Istituto Centrale per il Catalogo Unico: RAVV027908
- LIBRIS: 186826
- SNAC: w6zs2zhh
- Système universitaire de documentation: 031614086
- Trove: 821182
- Virtual International Authority File: 54208418
- WorldCat: E39PBJf4f7B73VCbfT6RPcR7pP

1. 1 2 3 4  nobelprize.org; Nobelprijs-identificatiecode voor nominatie: 2974.